# Marie-Michele Gagnon

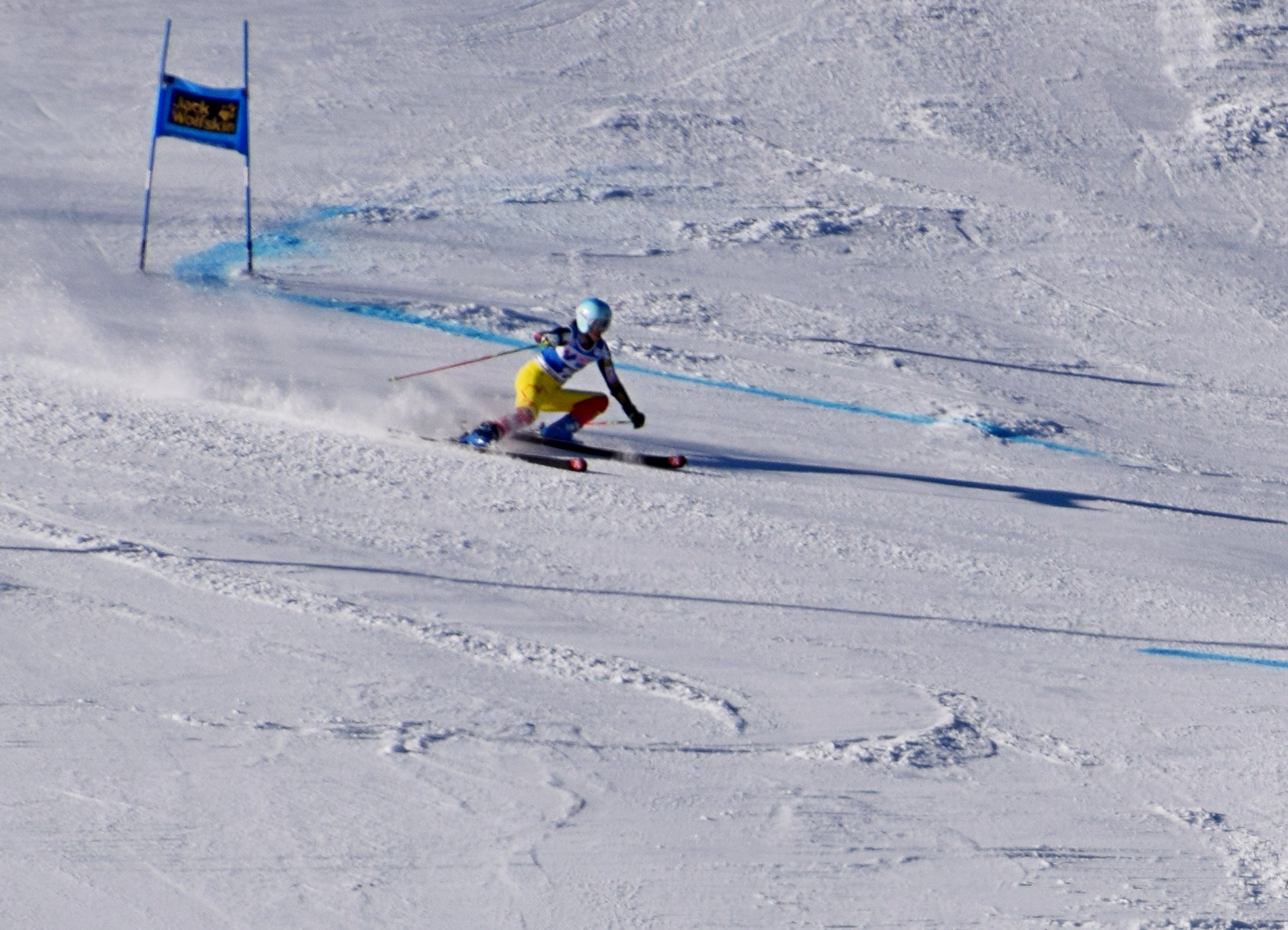
Gagnon en Courchevel en 2015

Marie-Michele Gagnon nació el 25 de abril de 1989 en Lac-Etchemin (Canadá), es una esquiadora que ha ganado 1 Copa del Mundo en disciplina de Combinada y tiene 2 victorias en la Copa del Mundo de Esquí Alpino (con un total de 4 podiums).

## Resultados

### Juegos Olímpicos de Invierno
- 2010 en Vancouver, Canadá
  - Eslalon Gigante: 21.ª
  - Eslalon: 31.ª
- 2014 en Sochi, Rusia
  - Eslalon: 9.ª

### Campeonatos Mundiales
- 2011 en Garmisch-Partenkirchen, Alemania
  - Super Gigante: 22.ª
  - Eslalon Gigante: 23.ª
- 2013 en Schladming, Austria
  - Eslalon Gigante: 8.ª
  - Eslalon: 13.ª
- 2015 en Vail/Beaver Creek, Estados Unidos
  - Eslalon: 10.ª
  - Eslalon Gigante: 23.ª

### Copa del Mundo

#### Clasificación general Copa del Mundo
- 2008-2009: 73.ª
- 2009-2010: 103.ª
- 2010-2011: 29.ª
- 2011-2012: 21.ª
- 2012-2013: 21.ª
- 2013-2014: 13.ª
- 2014-2015: 28.ª

#### Clasificación por disciplinas (Top-10)
- 2011-2012:
  - Eslalon: 10.ª
- 2012-2013:
  - Combinada: 4.ª
- 2013-2014:
  - Combinada: 1.ª
  - Eslalon: 6.ª
- 2014-2015:
  - Combinada: 5.ª
- 2015-2016:
  - Combinada: 4.ª
- 2016-2017:
  - Combinada: 7.ª

#### Victorias en la Copa del Mundo (2)

##### Combinada (2)
| Fecha                 | Lugar      |
| --------------------- | ---------- |
| 12 de enero de 2014   | Zauchensee |
| 28 de febrero de 2016 | Soldeu     |